# Laurent Hochart
Pour les articles homonymes, voir Hochart.
Laurent Hochart (né le 3 décembre 1966 à Blendecques) est un footballeur français occupant le poste d'attaquant et professionnel de 1983 à 1998.

## Carrière
Laurent Hochart naît à Blendecques dans le Pas-de-Calais. Dans sa jeunesse, Hochart évolue à Saint-Omer et fait partie de la sélection du Nord en catégorie cadet. Il y côtoie Éric Sikora avec qui il devient ami. Il effectue ensuite une formation de sport-études où il a comme camarades Sikora et Jean-Guy Wallemme. Il commence sa carrière professionnelle en 1983 au Racing Club de Lens. 
Il y reste jusqu'à la fin de la saison 1989 pour ensuite rejoindre le Football Club de Lorient. Après une saison dans ce club, il revient dans son club formateur durant une saison pour ensuite signer à Louhans-Cuiseaux. 
En 1994, il rejoint Beauvais pour une saison puis retourne de 1995 à 1998 à Louhans-Cuiseaux où il finit sa carrière professionnelle.
Après sa carrière, Laurent Hochart entame sa reconversion au sein du RC Lens, d'abord dans le secteur commercial puis dans l'encadrement technique. Il est ainsi l'entraîneur des moins de 11 ans Artois en 2012-2013.

## Statistiques
Le tableau ci-dessous résume les statistiques en match officiel de Laurent Hochart durant sa carrière de joueur professionnel.
| Saison                | Club                   | Championnat           | Championnat | Championnat | Coupe(s) nationale(s) | Coupe(s) nationale(s) | Total | Total |
| Saison                | Club                   | Division              | M.          | B.          | M.                    | B.                    | M.    | B.    |
| 1983-1984             | RC Lens B              |                       |             |             |                       |                       | 0     | 0     |
| 1984-1985             | RC Lens                | Division 1            | 1           | 0           | 0                     | 0                     | 1     | 0     |
| 1985-1986             | RC Lens B              |                       |             |             |                       |                       | 0     | 0     |
| 1986-1987             | RC Lens                | Division 1            | 8           | 0           | 4                     | 2                     | 12    | 2     |
| 1987-1988             | RC Lens                | Division 1            | 15          | 0           | 0                     | 0                     | 15    | 0     |
| 1988-1989             | RC Lens                | Division 1            | 14          | 1           | 3                     | 1                     | 17    | 2     |
| 1989-1990             | FC Lorient             | Division 2            | 11          | 2           | 0                     | 0                     | 11    | 2     |
| 1990-1991             | RC Lens                | Division 2            | 3           | 0           | 0                     | 0                     | 3     | 0     |
| 1991-1992             | CS Louhans-Cuiseaux 71 | Division 2            | 29          | 11          | 0                     | 0                     | 29    | 11    |
| 1992-1993             | CS Louhans-Cuiseaux 71 | Division 2            | 29          | 8           | 0                     | 0                     | 29    | 8     |
| 1993-1994             | CS Louhans-Cuiseaux 71 | National 1            | 28          | 8           | 0                     | 0                     | 28    | 8     |
| 1994-1995             | AS Beauvais Oise       | Division 2            | 10          | 0           | 1                     | 0                     | 11    | 0     |
| 1995-1996             | CS Louhans-Cuiseaux 71 | Division 2            | 22          | 1           | 2                     | 0                     | 24    | 1     |
| 1996-1997             | CS Louhans-Cuiseaux 71 | Division 2            | 1           | 0           | 0                     | 0                     | 1     | 0     |
| 1997-1998             | CS Louhans-Cuiseaux 71 | Division 2            | 10          | 0           | 1                     | 0                     | 11    | 0     |
| Total sur la carrière | Total sur la carrière  | Total sur la carrière | 181         | 31          | 11                    | 3                     | 192   | 34    |